# Гес (Нідерланди)
Гес (нід. Heesch) — місто в нідерландській провінції Північний Брабант. Входить до муніципалітету Бернгезе.
Його населення станом на 2007 рік складало 12547 осіб.
До 1994 року мало статус окремого муніципалітету.